# San Jerónimo (Comayagua)
San Jerónimo è un comune dell'Honduras facente parte del dipartimento di Comayagua.
Fondato nel 1830 con la denominazione "San Jerónimo del Esquino", nella suddivisione amministrativa del 1889 appariva come facente parte del Distretto facente capo a El Rosario.